# Рене Олрі
Рене Олрі (франц. René Olry; 28 червня 1880, Лілль, Третя Французька республіка —3 січня 1944, Ангулем, Режим Віші) — французький воєначальник, армійський генерал (1940).  

## Біографія
Народився в сім'ї гірничого інженера. У 1900 році вступив до Політехнічної школи. У 1902 році вступив на військову службу, у 1903 році закінчив Військову школу артилерії у Фонтенбло. Із 1904 року — лейтенант. Із 1912 року — капітан, командир гарматної батареї. 
Під час Першої світової війни служив командиром артилерійської батареї, а потім служив у штабі 2-ї французької армії. командував групою 283-го артилерійського полку. У 1915 році був нагороджений орденом Почесного легіону. 
Після завершення Першої світової війни служив у Генеральній інспекції артилерії. У 1922–1928 роках служив у французькій військовій місії у Греції. У 1928–1931 роках — командир 309-го артилерійського полку, полковник. У 1931–1935 роках — у розпорядженні Вищої військової ради. Із 1932 року — бригадний генерал, з 1935 року — дивізійний генерал, із 1936 року — корпусний генерал. Із 1935 по 1937 рік командував 29-ю піхотною дивізією, із 1937 року командував 15-м військовим округом. 

### Друга світова війна
Із початком Другої світової війни призначений командиром 15-го армійського корпусу в Південних Альпах. Із 5 грудня 1939 року — командувач Альпійської армії. Із 10 лютого 1940 року — армійський генерал. 
10 червня 1940 року фашистська Італія напала на Францію. Генерал Олрі успішно командував Альпійською армією та відбив італійський наступ. Також Олрі намагався організувати опір німецьким військам які наступали з півночі. 
Після перемир'я Олрі був генеральним інспектором французької армії, а в червні 1942 року вийшов у відставку. Помер у місті Ангулем, де й похований. 

## Нагороди
- Орден Почесного легіону